# Patanđali
Patanđali (хинд. पतञ्जलि) bio je mudrac u Indiji, koji se smatra autorom brojnih radova na sanskritu. Njegov najpoznatiji rad je zbirka Joga sutre, koje važe za najvažniji tekst klasične joga filozofije. Nije sasvim izvesno da je Patanđali autor svih dela koja mu se pripisuju, jer postoji niz istoimenih, poznatih istorijskih autora. Brojna istraživanja izvedena tokom prošlog veka bila su posvećena izučavanju istorije i identiteta ovog autora ili ovih autora.

## Istoimeni autori
Među važnijim istoimenim autorima su:

### AutorMahabhasija
Autor Mahabhasija, drevnog traktata o sanskrtskoj gramatici i lingvistici, zasnovanog na Astadjaji od Paninija. Život ovog Patanđalija se datira u sredinu 2. veka pre nove ere, o čemu se zapadni i indijski naučnici slažu. Ovaj tekst je naslovljen kao bhasja ili „komentar” Katjajana-Paninijevog dela po Patanđaliju. Pošto je veoma poštovan u indijskim tradicijama široko je poznat i jednostavno kao Maha-bhasja ili „Veliki komentar”. Tekst je veoma energičan, dobro obrazložen i obiman da je ovaj Patanđali već 2000 godina autoritet koji se smatra poslednjim gramatičarem klasičnog sanskrita, a da su mu Panini i Katjajana prethodili. Njihove ideje o strukturi, gramatici i filozofiji jezika uticale su i na naučnike drugih indijskih religija, poput budizma i džainizma.

### SastavljačJoga sutre
- Sastavljač Joga sutre, teksta o teoriji i praksi joge,[11] [2]i ugledni naučnik hinduske filozofije Samkhja.[12][13] Smatra se da je ovaj Patanđali živeo između 2. veka p.n.e. i 4. veka n.e., pri čemu najveći broj naučnika prihvata period između 2. i 4. veka n.e..[14][11][15] Joga sutre su jedan od najvažnijih tekstova indijske tradicije i temelj klasične joge.[16] [2]Tekst o indijskoj jogi je u srednjovekovnom dobu bio prevođen na četrdeset indijskih jezika.[17]

### AutorPatanđalatantre
Autor medicinskog teksta pod nazivom Patanđalatantra. Taj tekst je citiran i navođen u mnogim srednjovekovnim tekstovima vezanim za zdravstvene nauke, a Patanđali se pominje kao medicinski autoritet u mnogim sanskrtskim tekstovima kao što su Jogaratnakara, Jogaratnasamukaja i Padartavijnana. Postoji četvrti hinduistički naučnik po imenu Patanđali, koji je verovatno živeo u 8. veku i napisao komentar o Čaraka Samhiti, i taj tekst se nazivae Karakavartika. Prema nekim indijskim naučnicima moderne ere, npr. P. V. Šarma, dva medicinska naučnika koja se zovu Patanđali, bi mogli biti ista osoba. Međutim ta osoba je vrlo verovatno različita od Patanđalija koji je napisao klasik sanskritske gramatike Mahabhasja.

### Jedan od 18 tamilskih sidhara
Patanđali je jedan od 18 sidhara u tradiciji Tamil sidhe (Šiva).

### Ostala pominjanja
Patanđali se danas pominje u invokacijama i oltarima u nekim oblicima moderne posturalne joge, kao što su ajengar joga i aštanga vinjasa joga.

## Život
Luis Reno je jedan od naučnika koji su sugerisali da Patađali koji je pisao o jogi i Patanđalija koji je napisao komentar Paninijeve gramatike nisu ista osoba. Godine 1914, Džejms Vud je izneo stanovište da se radi o istoj osobi. Godine 1922, Surendranat Dasgupta je prezentirao seriju argumenata kojima se preliminarno predlaže da su autor teksta Gramatike i teksta Joge jedna osoba.
Stajalište da su to verovatno dva različita autora generalno je prihvaćeno, mada neki zapadni učenjaci smatraju da se radi o jedinstvenom entitetu.
Deo pripadnika indijske tradicije je smatrao da je jedan Patanđali napisao traktate o gramatici, medicini i jogi. Ovo je ovekovečeno u stihu koji je Bhodža napisao na početku svog komentara Jogasutri zvanog Radžamartanda (11. vek), i u sledećem stihu koji je pronađen u tekstu Šivarama iz 18. veka:
योगेन चित्तस्य पदेन वाचां मलं शरीरस्य च वैद्यकेन। योपाकरोत्तं प्रवरं मुनीनां पतञ्जलिं प्राञ्जलिरानतोस्मि॥
Prevod: Klanjam se sa sklopljenim rukama eminentnom mudracu Patanđaliju, koji je nečistoće uma uklanjao jogom, govora gramatikom, i tela medicinom.
O ovoj tradiciji govori Meulenbeld koji tu „relativno kasnu“ ideju prati do Bhodže (11. vek), na koga je možda uticao stih Bhartrharija (oko 5. veka) koji govori o jednom stručnjaku za jogu, medicinu i gramatiku, koji međutim nije imenovan. Nijedan poznati tekst na sanskrtu pre 10. veka ne navodi da jedan i isti Patanđali staji iza sva tri traktata.

## Literatura
- Bryant, Edwin F. (2009), The Yoga Sūtras of Patañjali: A New Edition, Translation and Commentary, New York: North Point Press, ISBN 978-0865477360
- Flood, Gavin (1996). An Introduction to Hinduism. Cambridge University Press. ISBN 978-0-521-43878-0.
- Larson, Gerald James (1998). Classical Sāṃkhya: An Interpretation of Its History and Meaning. London: Motilal Banarasidass. ISBN 978-81-208-0503-3.
- Larson, Gerald James (2008). The Encyclopedia of Indian Philosophies: Yoga: India's philosophy of meditation. Motilal Banarsidass. ISBN 978-81-208-3349-4.
- Radhakrishnan, S.; Moore, C. A. (1957). A Source Book in Indian Philosophy. Princeton, New Jersey: Princeton University Press. ISBN 978-0-691-01958-1. Princeton paperback 12th printing, 1989.
- White, David Gordon (2011). Yoga, Brief History of an Idea (Chapter 1 of "Yoga in practice") (PDF). Princeton University Press.
- White, David Gordon (2014), The Yoga Sutra of Patanjali: A Biography, Princeton University Press, ISBN 978-0691143774

## Spoljašnje veze
- Patanđali на сајту Пројекат Гутенберг (језик: енглески)
- Patanđali на сајту LibriVox (језик: енглески)
- „The Yoga Sutras of Patanjali”. Internet Encyclopedia of Philosophy.
- "Patanđali - Joga sutre - Savremeno čitanje". Mihailo Kotarac (jezik: srpski)